# Municipio de Newville
El municipio de Newville (en inglés: Newville Township) es un municipio ubicado en el condado de DeKalb en el estado estadounidense de Indiana. En el año 2010 tenía una población de 558 habitantes y una densidad poblacional de 15,62 personas por km².

## Geografía
El municipio de Newville se encuentra ubicado en las coordenadas 41°18′37″N 84°48′54″O / 41.31028, -84.81500. Según la Oficina del Censo de los Estados Unidos, el municipio tiene una superficie total de 35.72 km², de la cual 35,68 km² corresponden a tierra firme y (0,12 %) 0,04 km² es agua.

## Demografía
Según el censo de 2010, había 558 personas residiendo en el municipio de Newville. La densidad de población era de 15,62 hab./km². De los 558 habitantes, el municipio de Newville estaba compuesto por el 98,39 % blancos, el 0,18 % eran afroamericanos, el 0,36 % eran amerindios y el 1,08 % eran de una mezcla de razas. Del total de la población el 0,9 % eran hispanos o latinos de cualquier raza.